# Charles Spaak
Charles Spaak (Saint-Gilles, 25 maggio 1903 – Nizza, 4 marzo 1975) è stato uno sceneggiatore belga.

## Biografia
Sia il padre che la madre erano politici belgi. Il padre, Paul, era avvocato e drammaturgo, mentre la madre,  Marie Janson, era figlia di Paul Janson, nota figura politica di fine Ottocento.
Sposato con l'attrice Claudie Clèves, fu padre delle attrici Catherine e Agnès, nonché fratello di Paul-Henri, uomo politico belga.
Autore dal 1928 al 1965 dei testi (soggetti, sceneggiature e/o dialoghi) di oltre cento film, fu con Jacques Prévert e Henri Jeanson lo sceneggiatore più importante degli anni trenta.
Collaboratore dei maggiori registi, scrisse tra l'altro per Jacques Feyder in La kermesse eroica (1935), per Jean Renoir in La grande illusione (1937), per Julien Duvivier in La bella brigata (1936) e I prigionieri del sogno (1938), e per Christian-Jaque in Carmen (1945).
Negli anni cinquanta firmò come co-sceneggiatore la cosiddetta "tetralogia giudiziaria" del regista  André Cayatte, composta da Giustizia è fatta (1950), Siamo tutti assassini (1952), Prima del diluvio (1954)  e Fascicolo nero (1955).  
In Belgio lavorò con Henri Storck in Le Banquet des fraudeurs (1951), in Italia con Alberto Lattuada in La spiaggia (1954) e Scuola elementare (1954).

## Filmografia parziale
- Ce cochon de Morin, regia di Georges Lacombe (1932)
- La kermesse eroica (La Kermesse héroïque), regia di Jacques Feyder (1935)
- La bandera, regia di Julien Duvivier (1935)
- Verso la vita (Les Bas-fonds), regia di Jean Renoir (1936)
- L'assassinio di Papà Natale (L'assassinat du Père Noël), regia di Christian-Jaque (1941)
- Due donne innamorate (Premier bal), regia di Christian-Jaque (1941)
- La collana della regina (L'affaire du collier de la reine), regia di Marcel L'Herbier (1946)
- L'idiota (L'idiot), regia di Georges Lampin (1946)
- Il grande vessillo (D'homme à hommes), regia di Christian-Jaque (1948)
- Siamo tutti assassini (Nous sommes tous des assassins), regia di André Cayatte (1952)
- La spiaggia, regia di Alberto Lattuada (1954)
- I peccatori guardano il cielo (Crime et châtiment), regia di Georges Lampin (1956)